# Shigeo Tokuda
Shigeo Tokuda (徳田重男 Tokuda Shigeo?) es el nombre artístico de un actor japonés de cine pornográfico (AV). Ha sido descrito como el «rey del porno de ancianos» de Japón.

## Vida y carrera
Tokuda nació en agosto de 1934 y trabajó como agente de viajes hasta su jubilación en alrededor de los 60 años. Según Tokuda, «Yo retirado y no tenía nada que hacer», por lo que comenzó una segunda carrera y vida como un actor porno. Él había estado comprando videos porno directamente de la compañía de producción (que no podía hacer frente a conseguir en una tienda de video) y había hecho amistad con un director que le sugirió que protagonizara un video porque «porno de ancianos» era cada vez más popular. En 2008, había hecho más de 350 videos, y de acuerdo a un director «en su generación, Tokuda es una superestrella».
Ruby Productions, que produce sus películas, comenzó a hacer películas de «maduros» con la gente en sus treinta años, pero la popularidad de «porno de ancianos» les ha llevado a producir una línea con la gente en los años setenta, y Tokuda es su estrella. Tokuda trabaja con actrices jóvenes y mayores, incluyendo una serie de videos con la estrella de 72 años de edad, Fujiko Ito. Dada la gran población de edad avanzada de Japón con un montón de tiempo en sus manos, porno de maduras se ha convertido en un lucrativo mercado, según los informes, que representan el 20-30% de los ingresos de películas de sexo.